# Metopia hispidimana
Metopia hispidimana är en tvåvingeart som beskrevs av Thomas Pape 1987. Metopia hispidimana ingår i släktet Metopia och familjen köttflugor. Inga underarter finns listade i Catalogue of Life.